# Tränen (Heraldik)

Tränenbestreuter Schild

Die Tränen, die auch Tropfen oder frz. goutte genannt werden, sind in der Heraldik eine gemeine Figur und werden als kleines tropfenförmiges Wappenbild zumeist in mehrfacher Anzahl dargestellt. Dieses Motiv eignet sich zum Bestreuen von Schildflächen oder zum Belegen anderer heraldischer Motive.

## Blason und Darstellung
Je nach Tinktur unterscheidet man in der Blason verschiedene Bezeichnungen für die gemeine Figur (zum Beispiel werden Tropfen in Silber goutte d’eau oder auf Deutsch Wassertropfen genannt). Werden die Tropfen in roter Farbe im Wappen gezeigt, sollen sie Blutstropfen verkörpern.
| Metalle                                | Metalle                    | Farben                  | Farben                                      | Farben                                     | Farben                                          | Farben |
| -------------------------------------- | -------------------------- | ----------------------- | ------------------------------------------- | ------------------------------------------ | ----------------------------------------------- | ------ |
| goutte d’or Goldtropfen, goldene Träne | goutte d’eau Wassertropfen | goutte des larmes Träne | goutte de sang Blutstropfen, Träne aus Blut | goutte de poix Teertropfen, Träne aus Teer | goutte d’huile (Oliven-)Öltropfen, Träne aus Öl |        |

Auf goldener Schildfarbe werden die Tränen auch als Flämmchen, Flammen, beschrieben.
Werden die Tränen recht groß dargestellt und ist ihre Anzahl gering, so werden diese unheraldisch als „Säcke“ bezeichnet.
In der Gotik und der Renaissance wurden die Goutte mit wellenartigen Seiten dargestellt (siehe oben). Neuere Darstellungen haben die Seiten geglättet und zeigen die Tröpfchen fetter und symmetrischer.

## Beispiele
Ein bekanntes Beispiel für ein Goutte-Wappen ist das Kölner Wappen. Die elf schwarzen (Teer-)Tropfen (in Köln spricht man unheraldisch von „Flammen“ oder „Tränen“) zieren seit dem 16. Jahrhundert das Stadtwappen und stellen eigentlich Hermelinschwänze dar.

Wappen der kreisfreien Stadt Köln
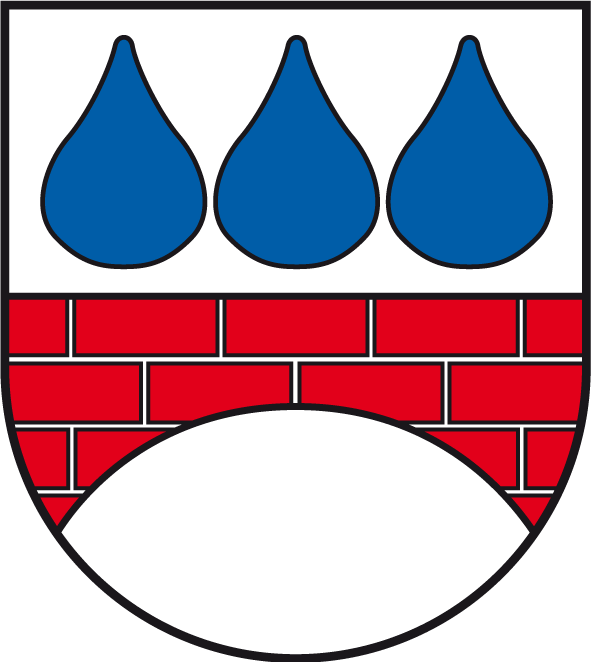
„Säcke“ im Wappen der Verwaltungsgemeinschaft Allerquelle
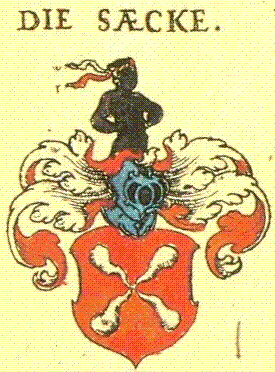
Wirkliche „Säcke“ im Wappen der Familie Säcke
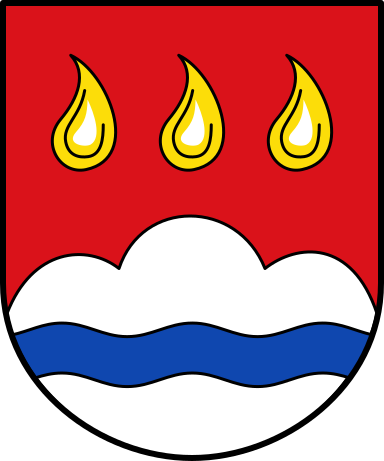
Tropfen im Wappen von Salzbergen
Tropfen im Wappen von Tarbek
Diözese von Bangor
Kangasala mit sieben (2;2;2;1) Tränen